# Brătușeni
Brătușeni è un comune della Moldavia situato nel distretto di Edineț di 5.432 abitanti al censimento del 2004

## Località
Il comune è formato dall'insieme delle seguenti località (Popolazione 2004):
- Brătușeni (4.823 abitanti)
- Brătușeni Noi (609 abitanti)